# Gösta Sandberg
Gösta Oskar Leonard Sandberg (født 6. august 1932, død 27. april 2006) var en svensk idrætsmand, der først og fremmest var kendt som fodboldspiller, der spillede som angriber. Han var blandt andet med til at vinde bronze ved OL i 1952 i Helsingfors. I alt nåede han at spille 52 landskampe og score ti mål. Han var desuden bandy- og ishockeyspiller og spillede på landsholdet i begge disse sportsgrene; han var med til at vinde EM-bronze i ishockey 1961.
Sandberg med tilnavnet "Knivsta" efter sin fødeby spillede på klubplan stort set hele sin karriere i alle tre sportsgrene hos Djurgården. Han blev i 1956 kåret til Årets fodboldspiller i Sverige, og han spillede 300 kampe for Djurgården med 70 mål som følge. Han debuterede i fodbold for Djurgården som 19-årig og spillede sin sidste kamp for klubben i 1966, hvor han dermed sikrede sit sidste af fire svenske mesterskab. I begyndelsen af sin karriere spillede han venstre wing, men senere blev han flyttet tilbage på banen som venstre centerhalfback.
Han debuterede på fodboldlandsholdet i 1951, og 30. maj 1952 scorede han i en kamp mod Skotland et spektakulært mål i 3-1-sejren. Ved OL 1952 i Helsinki var Sandberg med til at vinde bronzemedaljer. Han spillede alle kampe og scorede svenskernes første mål i 3-1-sejren over Østrig i kvartfinalen.
Han var med til at vinde seks svenske mesterskaber i ishockey i træk 1958-1963. I ishockey opnåede han 8 og i bandy 3 landskampe. Da han i 1961 blev udtaget til VM i ishockey, opstod der en konflikt med fodboldforbundet, men det endte med, at han tog med til VM, hvor Sverige blev nummer fire og samtidig vandt EM-bronze (de to mesterskaber blev afholdt som ét stævne). Bandy var den sport, han fortsatte længst med, idet han fortsatte til han var omkring 50 år.
Sandberg var sideløbende med og efter sin aktive karriere fodboldtræner. Ligesom på spillerniveau var han tilknyttet Djurgården, men var også i to omgange ansvarshavende for IF Brommapojkarna.